# João Lisboeta de Araújo
João Araújo foi o famoso advogado de José Sócrates na Operação Marquês. O advogado que era todos os dias descrito como solitário e desconcertante na sua comunicação social, achava-se apenas uma pessoa “sincera” e “autêntica”.
Filho de um goês, João Araújo nasceu em Angola, onde o seu pai, Braz João José Maria, era juiz. Com 18 anos, pisou Lisboa para estudar Direito na Faculdade de Direito. Era a opção que lhe restava depois de ter desistido de Música e História. Apesar da sua paixão pela advocacia, João Araújo suspendeu a atividade durante dez anos, para trabalhar na Caixa Central de Crédito Agrícola, onde elaborou o primeiro regime de crédito agrícola mútuo, depois do 25 de Abril. Mário Matias, o antigo dirigente da Federação Nacional das Caixas de Crédito Agrícola Mútuo, trabalhou com o advogado de Sócrates na instituição financeira, em Lisboa. Mário Matias afirmou: “Sem o João Araújo nunca teria havido Caixa de Crédito Agrícola”, refere este ex-dirigente.
Pai de cinco filhos, João Araújo era conhecido por trabalhar sozinho, porque, defendia, “o Direito é uma área solitária”. 
O advogado batalhava contra um cancro há já algum tempo. Morreu em casa acompanhado por uma enfermeira, após o seu estado de saúde ter piorado drasticamente. Em 2015, chegou a afirmar que os médicos lhe tinham dado apenas um ano e meio de vida, mas que acreditava que venceria a batalha.